# Volba prezidenta Československa 1938
Volba prezidenta Československa se odehrála 30. listopadu 1938 v budově Rudolfina na společné schůzi obou komor Národní shromáždění republiky Československé. Společnou schůzi Národního shromáždění vedl předseda poslanecké sněmovny, agrárník Jan Malypetr. Jediný kandidát Emil Hácha, bývalý prezident Nejvyššího správního soudu, byl zvolen třetím československým prezidentem. Ze schůze byl pořízen rozhlasový záznam.

## Pozadí
Politická situace v Československu byla poznamenána uzavřením Mnichovské dohody a následnou ztrátou pohraničních území. 5. října 1938 abdikoval prezident Edvard Beneš a uchýlil se do zahraničního exilu. 17. srpna byl Národním shromážděním přijat Ústavní zákon o autonomii Slovenské země.

## Průběh hlasování
Na základě Ústavního zákona o autonomii Slovenské země hlasovali slovenští volitelé separátně do zvláštní urny. Jejich hlasovací lístky byly odlišně označené.

## Výsledky hlasování
Volitelé odevzdali 312 platných hlasů, z nichž 58 byly hlasy slovenských poslanců. Volitelé odevzdali 39 prázdných hlasovacích lístků. Emil Hácha obdržel celkem 272 hlasů, překonal tedy požadovanou třípětinovou většinu, a byl tak zvolen prezidentem.
| Kandidát              | Počet hlasů | Procenta |
| --------------------- | ----------- | -------- |
| Emil Hácha            | 272         | 87,18 %  |
| bílé lístky           | 39          | 12,50 %  |
| Celkem platných hlasů | 312         | 100 %    |

## Prezidentský slib
Po krátkém přerušení schůze složil zvolený prezident Emil Hácha prezidentský slib do rukou předsedy poslanecké sněmovny Jana Malypetra:
Slibuji na svou čest a svědomí, že budu dbáti blaha republiky i lidu a šetřiti ústavních a jiných zákonů.
Emil Hácha
Následně se prezident odebral do Svatovítské katedrály, kde zazněla proběhla slavnostní bohoslužba doprovázená modlitbou Te Deum.

## Důsledky
Hácha vykonával funkci prezidenta samostatného státu do 16. března 1939, kdy zbytek českých zemí obsadilo německé vojsko a byl vyhlášen Protektorát Čechy a Morava a faktickou moc nad územím převzaly německé ozbrojené síly reprezentované říšským protektorem. Hácha zůstal v roli protektorátního prezidenta až do německé kapitulace v květnu 1945.